# Sander Baart
Sander Baart, född den 30 april 1988 i Edegem, Belgien, är en nederländsk landhockeyspelare.
Han tog OS-silver i herrarnas landhockeyturnering i samband med de olympiska landhockeytävlingarna 2012 i London.
Vid de olympiska landhockeytävlingarna 2016 i Rio de Janeiro kom Baart på en fjärde plats efter förlust mot Tyskland i bronsmatchen.